# The Reverend Horton Heat

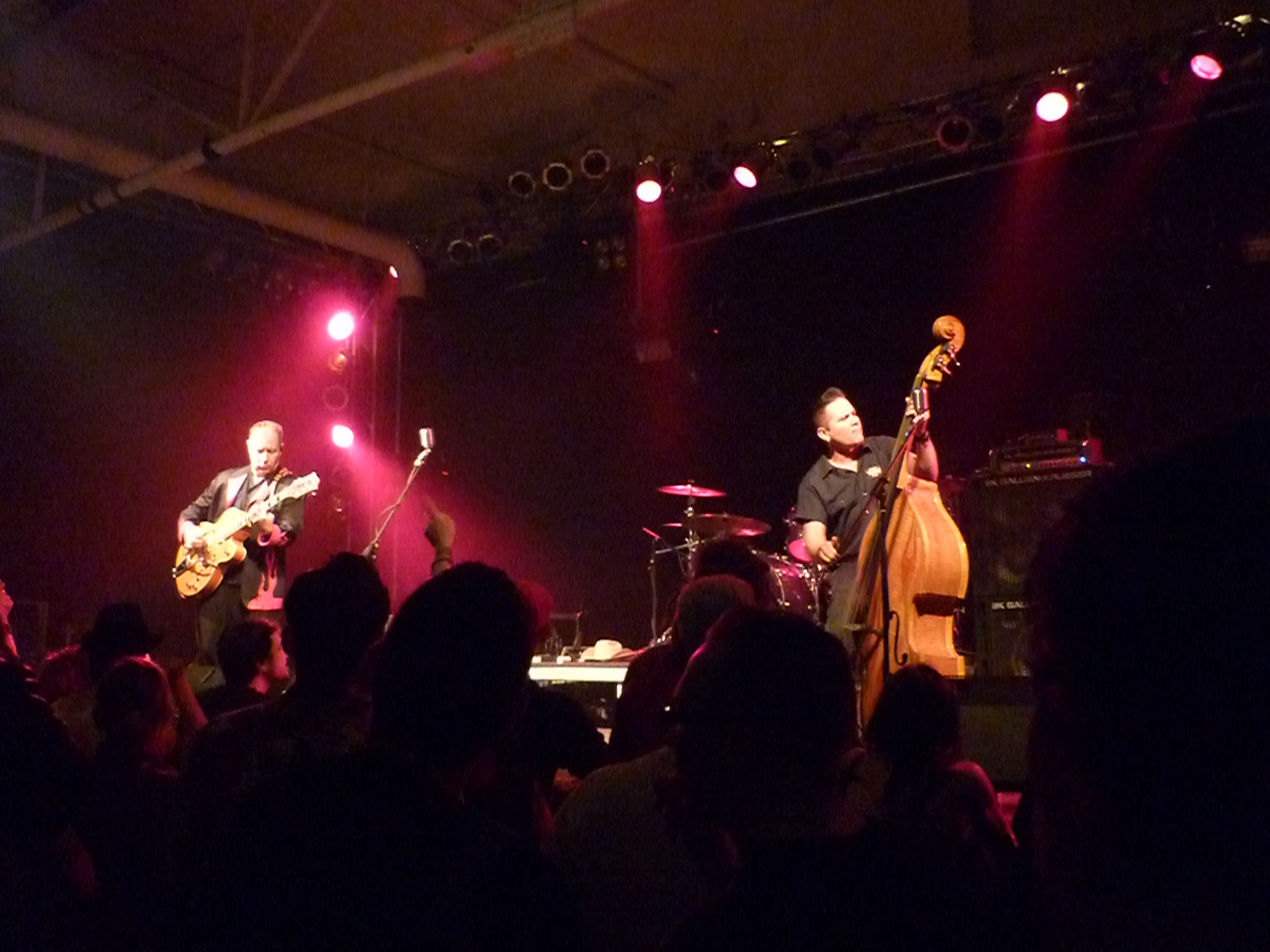
The Reverend Horton Heat 2010

Reverend Horton Heat är ett amerikanskt psychobillyband som bildades 1985 och debuterade 1990 med skivan "Smoke 'Em If You Got 'Em". De har också kallat musiken för "cowpunk". På TV-spelet Guitar Hero 2 finns deras låt Psychobilly Freakout med.

## Medlemmar
- Jim Heath (känd som The Reverend) på gitarr / sång
- Jimbo Wallace på kontrabas
- Paul Simmons på trummor

## Diskografi
- Laughin' And Cryin' With The Reverend Horton heat - 2009
- We Three Kings - 2005
- Revival - 2004
- Lucky Seven - 2002
- Spend A Night In The Box - 2000
- Space Heater - 1998
- It's Martini Time - 1996
- Liquor In The Front - 1994
- Full Custom Gospel Sounds - 1993
- Smoke 'Em If You Got 'Em - 1991